# دوري جرينلاند لكرة القدم 1969
دوري جرينلاند لكرة القدم 1969 هو موسم من دوري جرينلاند لكرة القدم. فاز فيه Kissaviarsuk-33 ‏.